# پولیو، اوورنی-رون-آلپ
پولیو (به فرانسوی: Pollieu) یک کمون (فرانسه) در فرانسه است که در اوورنی-رون-آلپ واقع شده‌است. پولیوو ۳٫۷۱ کیلومتر مربع مساحت دارد ۲۶۰ متر بالاتر از سطح دریا واقع شده‌است.